# 多腔菌目
多腔菌目(學名：Myriangiales )為子囊菌門真菌，主要是植物病原體組成。

## 特徵
一腔室一子囊，無假隔絲(英文：pseudo paraphyses)，具有近球型的子囊，子囊座由上而下逐層崩解，露出子囊並釋放孢子。
埃里克森 (2006)將此分成兩類:
- 痂囊腔菌科有十屬
- 多腔菌科有四屬

本目包括以下科：
- 毛杯菌科 Cookellaceae
- 痂囊腔菌科 Elsinoaceae
- Endosporiaceae
- 多腔菌科 Myriangiaceae

科的地位未定的属：
- Dyctionella F.von Höhnel, 1909
- Phaeosclera Sigler, Tsuneda & J.W.Carmich., 1981
- Whetzeliomyces Viégas